# Daihatsu Cast
La Daihatsu Cast (giapponese:ダイハツ ・ キャスト, Daihatsu Kyasuto) è un'automobile del tipo kei car prodotta dalla casa automobilistica giapponese Daihatsu dal 2015.
La Cast viene anche venduta dal 31 agosto 2016 dalla Toyota come Toyota Pixis Joy (giapponese: トヨタ ・ ピクシスジョイ, Toyota Pikushisu Joi).

## Il contesto
La vettura è spinta da due motorizzazioni a	benzina: un 658 cc KF-VE a tre cilindri aspirato da 52 CV e turbo da 64 CV. È disponibile in tre varianti chiamate "Style", "Activa" e "Sport". Ciascuno può essere equipaggiato con una configurazione a trazione anteriore o quattro ruote motrici.
La variante Style è quella normale, la variante Activa è simile ad un crossover/fuoristrada con un'altezza minima da terra di 175 mm, mentre la variante Sport è dotata di sospensioni orientata più rigide. L'unica trasmissione disponibile è a variazione continua, con la variante Sport che è venduta con una modalità manuale del cambio che simula 7 marce.
Le varianti Sport e Activa sono state tolte dai listino della gamma a marzo 2020, lasciando solo la variante Style.